# Поріг подразнення
Поріг подразнення — найменша сила подразника, здатна викликати збудження нервових, м'язових і залозистих тканин. Характеризує подразливість живих структур — чим вищий поріг подразнення, тим нижча подразливість, і навпаки, тому поріг подразнення одночасно є і порогом подразливості. Подразники, що не викликають реакції живих утворів, називають підпороговими, а ті, що викликають реакцію сильнішу, ніж поріг подразнення,— надпороговими. Величина порогу подразнення залежить від властивостей збудливих тканин, від їхнього фізіологічного стану, а також від характеру подразників, що діють на організм. Здатність збудливих тканин реагувати на подразник лише в певних межах його сили є їхньою захисною властивістю.